# Hans Keller (Eisschnellläufer)
Hans Keller (* 1. September 1931 in München) ist ein ehemaliger deutscher Eisschnellläufer.
Keller, der für den Münchener Eislauf-Verein startete, wurde im Jahr 1954 Dritter im Mehrkampf bei den deutschen Meisterschaften und errang bei der Mehrkampfeuropameisterschaft 1954 in Davos den 36. Platz im Großen Vierkampf. In der Saison 1954/55 belegte er bei der Mehrkampfeuropameisterschaft 1955 in Falun den 33. Platz und bei der Mehrkampfweltmeisterschaft 1955 in Moskau den 38. Rang im Großen Vierkampf. Zudem wurde er Zweiter im Mehrkampf bei den deutschen Meisterschaften. Nach Platz eins im Kleinen Vierkampf bei den deutschen Meisterschaften zu Beginn der Saison 1955/56, lief er bei den Olympischen Winterspielen im Januar 1956 in Cortina d’Ampezzo auf den 35. Platz über 1500 m, auf den 30. Rang über 5000 m sowie auf den 21. Platz über 10.000 m und bei der Mehrkampfweltmeisterschaft 1956 in Oslo auf den 39. Platz im Großen Vierkampf. Letztmals international startete er bei der Mehrkampfeuropameisterschaft 1956 in Helsinki, wo er den 26. Platz im Großen Vierkampf errang.

## Persönliche Bestleistungen
| Disziplin | Zeit        | Datum           | Ort         |
| --------- | ----------- | --------------- | ----------- |
| 500 m     | 46,9 s      | 8. Januar 1955  | Davos       |
| 1500 m    | 2:18,1 min  | 30. Januar 1956 | Misurinasee |
| 3000 m    | 4:54,6 min  | 14. Januar 1956 | Davos       |
| 5000 m    | 8:24,5 min  | 29. Januar 1956 | Misurinasee |
| 10.000 m  | 17:13,4 min | 21. Januar 1956 | Davos       |